# بينيون
بينيون هي مدينة من مدن هايتي في منطقة البحر الكاريبي، يبلغ عدد سكانها 29,327 نسمة بحسب إحصائيات سنة 2003. في حين يبلغ ارتفاع المدينة عن سطح البحر قرابة 358 متر.